# Neferefra
Neferefra, (Hor Neferkhau) (... – 2460 a.C.), è stato un faraone appartenente alla V dinastia egizia.

## Biografia

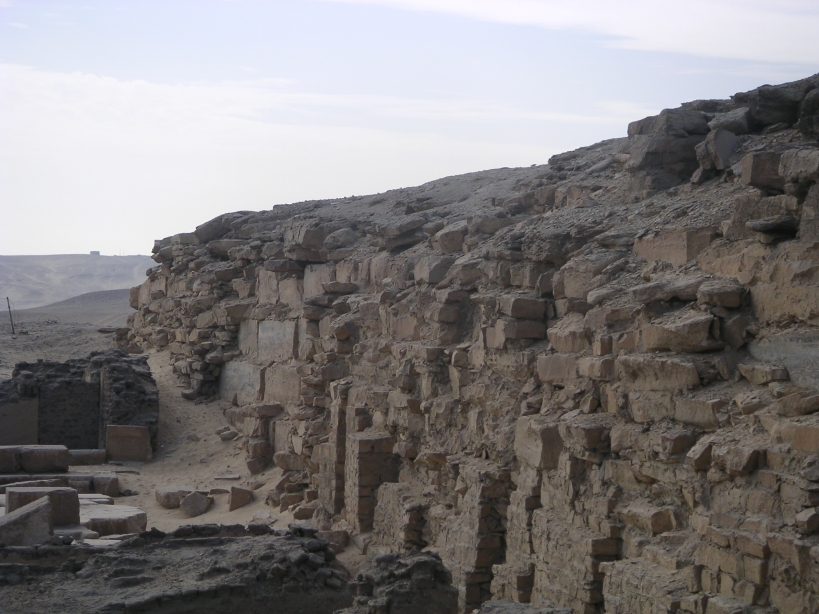
rovine della piramide attribuita a Neferefra. Abusir

Sovrano quasi del tutto sconosciuto fino a quando, tra il 1980 e il 1986, scavi effettuati dall'Università di Praga ad Abusir hanno riportato alla luce un magazzino contenente una ricca documentazione conosciuta con il nome di Papiri di Abusir.
Aspetto ancora controverso è la durata del suo regno: Sesto Africano gli attribuisce un regno di 20 anni ma numerosi egittologi moderni, sulla base della incompletezza dei suoi monumenti funerari, ritengo plausibile un regno con una durata decisamente minore.
A Neferefra viene attribuita una piramide incompleta, nella necropoli di Abusir, posizionata accanto a quella di Userkhau.
Anche il suo tempio solare, Il cuore di Ra è nella gioia, non è stato ancora identificato.

## Liste reali
| N5 | nfr · f |

| N5 | nfr · f |

| N5 | nfr · f |

| N5 | nfr · f |

| N5 | nfr · f |

| N5 | nfr · f |

| N5 | nfr · f |

| N5 | nfr · f |

| N5 | N28 | nfr |

| N5 | N28 | nfr |

| N5 | N28 | nfr |

| N5 | N28 | nfr |

| N5 | N28 | nfr |

| N5 | N28 | nfr |

| N5 | N28 | nfr |

| N5 | N28 | nfr |

| HASH |

| HASH |

| HASH |

| HASH |

| HASH |

| HASH |

| HASH |

| HASH |

## Titolatura
| G5 |

| G5 |

| F35 | N28 | G43 |

| F35 | N28 | G43 |

| F35 | N28 | G43 |

| F35 | N28 | G43 |

| F35 | N28 | G43 |

| F35 | N28 | G43 |

| F35 | N28 | G43 |

| F35 | N28 | G43 |

| G16 |

| G16 |

| nfr | m |

| nfr | m |

| G8 |

| G8 |

| nfr · G7 · nbw |

| nfr · G7 · nbw |

| M23 · X1 | L2 · X1 |

| M23 · X1 | L2 · X1 |

| N5 | nfr · f |

| N5 | nfr · f |

| N5 | nfr · f |

| N5 | nfr · f |

| N5 | nfr · f |

| N5 | nfr · f |

| N5 | nfr · f |

| N5 | nfr · f |

| G39 | N5 |

| G39 | N5 |

| i | z | i |

| i | z | i |

| i | z | i |

| i | z | i |

| i | z | i |

| i | z | i |

| i | z | i |

| i | z | i |

## Altre datazioni
| Autore        | Anni di regno         |
| ------------- | --------------------- |
| von Beckerath | 2431 a.C. - 2420 a.C. |
| Malek         | 2410 a.C. - 2408 a.C. |